# 纳塔尔 (巴西)
纳塔尔（葡萄牙語發音：[naˈtaw]）位于巴西东北部大西洋沿岸，是北里奥格兰德州的首府。該城市意為「聖誕節」，由葡萄牙於1599年聖誕節當天建立，故名。
2009年6月1日法航447號班機A330-200客機（註冊編號為F-GZCP）航班於納塔爾海面與巴西航空當局失去聯繫并失蹤。有專家認為該航班機失蹤與納塔爾附近赤道一帶之超逾客機一般高度之35000呎熱帶輻合帶（ITCZ，南北半球氣流交合地帶）积雨云惡劣高空天氣相關。